# دإي كانو
دإي كانو (باليابانية: 加納 大) (مواليد 28 أغسطس 1974)، هو لاعب كرة قدم سابق كان يلعب كمدافع.

## وصلات خارجية
- دإي كانو على موقع عالم كرة القدم.نت (الإنجليزية)